# Qinngorput

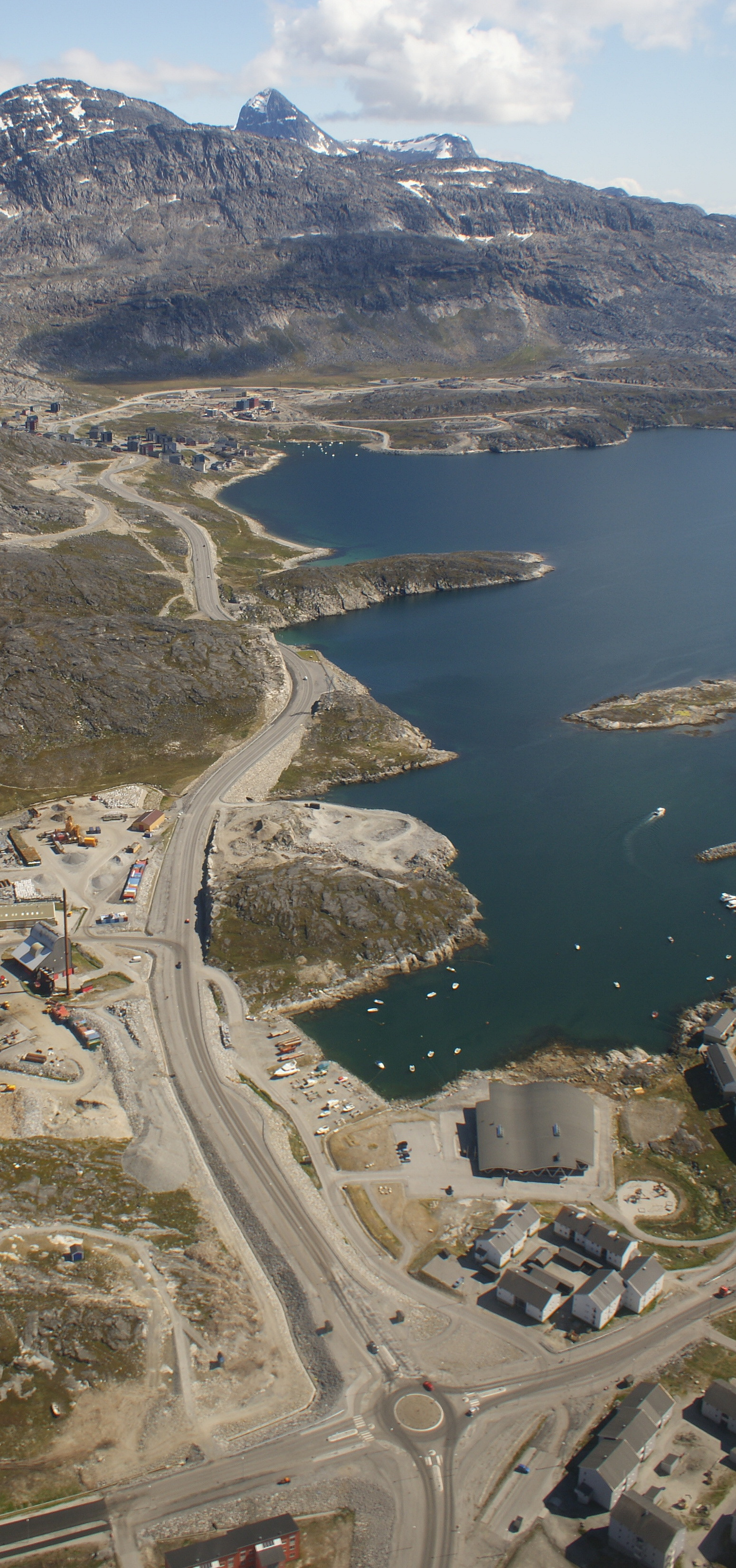
Fotografia aérea do distrito.

Qinngorput é um distrito de Nuuk, a capital da Gronelândia. Está localizado na parte leste-nordeste de Nuuk, fora do centro da cidade, a sudeste do Aeroporto de Nuuk.

## História
A área de Qinngorput era local de acampamento e de caça popular, antes de ser incorporado como parte da cidade em 2005. Sendo o distrito mais recente da cidade atrai pessoas mais jovens e é onde vive muitas famílias com crianças em idade escolar. Isso reflete nos dados demográficos, que indicam que este é o distrito com a população com idade média mais jovem de Nuuk. Qinngorput por enquanto não tem muitos habitantes (apenas 200), mas o número de edifícios está em constante crescimento. Quando estiver terminado a área será composta por 1.200 apartamentos com capacidade planejada para 10.000 habitantes, se necessário. A mais recente expansão do distrito é a parte sudoeste, com 300 novos apartamentos a serem entregues até agosto de 2013.